# أفيس وايت
أفيس وايت (بالإنجليزية: Avis Wyatt)‏ مواليد 20 أغسطس 1984 في بطرسبرغ، هو لاعب كرة سلة أمريكي معتزل. بدأ مسيرته الاحترافية في سنة 2007. اعتزل اللعب في 2013.

## الإنجازات
- نادي أمستردام لكرة السلة
  - الدوري الهولندي لكرة السلة (2): 2008، 2009

## روابط خارجية
- أفيس وايت على موقع الدوري الأوروبي لكرة السلة (الإنجليزية)
- أفيس وايت على موقع كرة السلة الأوروبية.كوم (الإنجليزية)
- أفيس وايت على موقع ريلجم (الإنجليزية)
- أفيس وايت على موقع بروبوليرز (الإنجليزية)
- أفيس وايت على موقع سبورتس رفرنس (الإنجليزية)